# Tarsicopia lynchiana
Tarsicopia lynchiana là một loài bướm đêm trong họ Noctuidae.